# جون روسو
جون روسو (بالإنجليزية: John A. Russo)‏ (و. 1939 – م) هو كاتب سيناريو، ومخرج سينمائي، وممثل، ومونتير، من الولايات المتحدة الأمريكية، ولد في الولايات المتحدة الأمريكية.

## وصلات خارجية
- جون روسو على موقع IMDb (الإنجليزية)
- جون روسو على موقع ألو سيني (الفرنسية)
- جون روسو على موقع أول موفي (الإنجليزية)
- جون روسو على موقع قاعدة بيانات الأفلام السويدية (السويدية)
- جون روسو على موقع قاعدة بيانات الفيلم (الإنجليزية)
- جون روسو على موقع كينوبويسك (الروسية)